# Chloe Piene

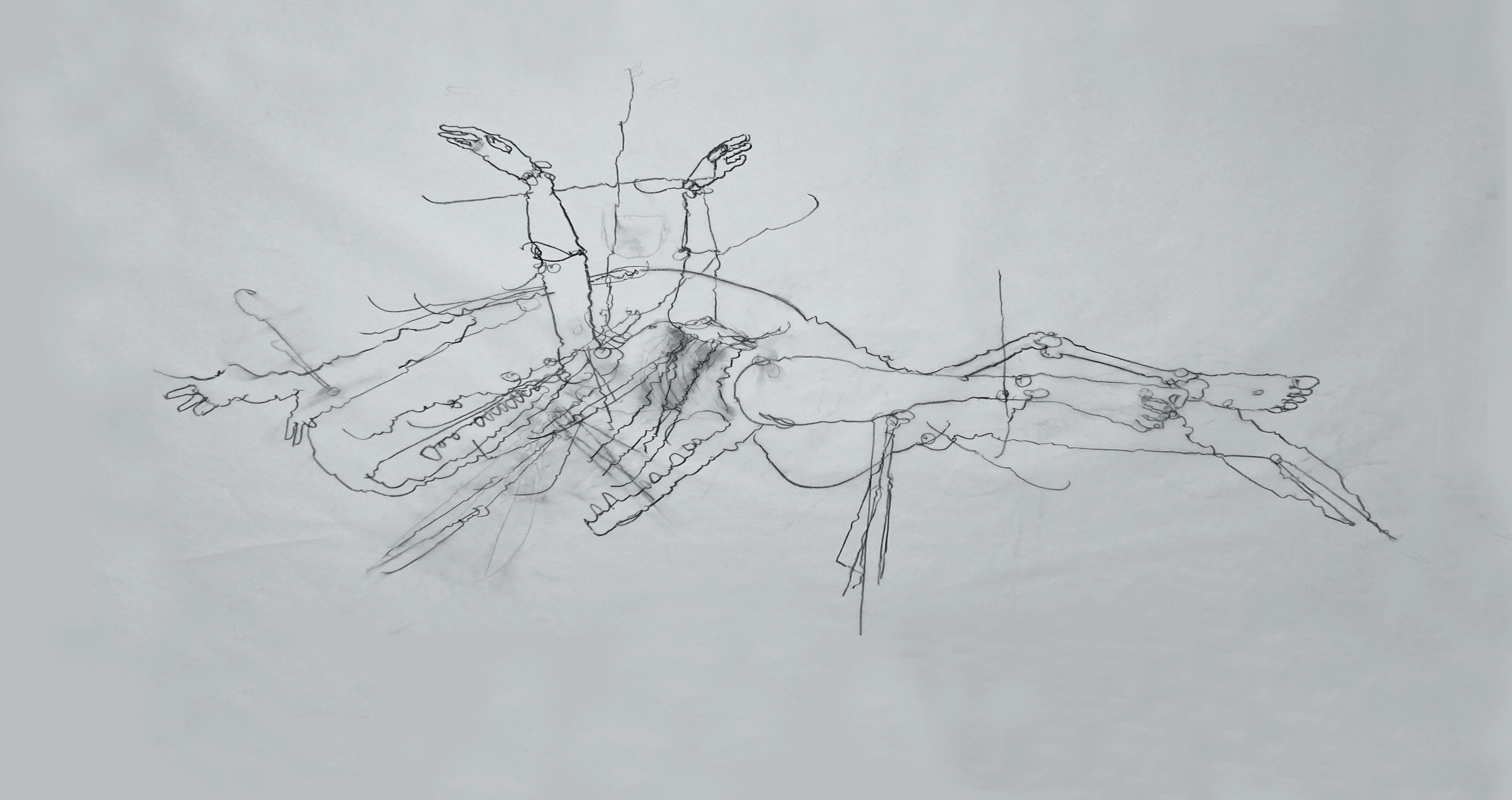
Ishmael, 2021 © Piotr Smorag

Chloe Piene, est une artiste d'arts visuels principalement connue pour ses dessins. Son travail a été décrit comme « brutal, délicat, figuratif, forensique, érotique et fantastique ». Chloe Piene est née aux États-Unis et détient un Bachelor en histoire de l'art de l'Université de Columbia et un Master des beaux Art de l'Université de Londres, Goldsmiths. 

## Carrière artistique
Piene est reconnue pour la poigne jointe de délicatesse de ses dessins continuellement ancrés dans l'expression de la nature humaine et de son anatomie. Ses vidéos et sculptures exploitent l’impact du bruit, rappelant le son de matériaux lourd; pour nous immerger dans les tréfonds d’un univers souterrain duquel seulement subsisteraient des ombres. 
Pour ses sculptures, Piene utilise principalement le fer, l'acier, la porcelaine au travers de différentes installations. Son travail varie entre plusieurs de ses thèmes de prédilection: les prisonniers, les lettres d'amour, l'échec, l'histoire ou encore la transformation. 
En 2016, Piene présente sa performance Familienaufstellung à Vienne, Autriche. Traduite par "Constellations Familiales" Familienaufstellung est développée dans les années 1990 comme une nouvelle méthode de thérapie par le psychothérapeute allemand Bert Hellinger.
Pour ce projet Chloé Piene invite des artistes, acteurs et amis à jouer le rôle de réels membres de sa famille : l'artiste Matthew Barney incarnant ainsi son frère ou encore l'actrice Petra Morse du Burgtheatre à Vienne, personnifiant sa mère.
L'une des premières performance de Chloe Piene, To Serve est un dialogue en collaboration avec un Directeur des opérations des forces spéciales américaines à New York; exposé au coté d'une série de trois vidéos relatant la vision de soldats stationnés en Afghanistan, la caméra directement disposée sur leurs casques.

## Expositions (sélection)
Exposée à l'international ses shows incluent: Une sélection d'oeuvre de la Collection Guerlain au Centre Pompidou à Paris ainsi qu'au musée Albertina à Vienne, 2019 ; Reloaded pour lequel Piene s'est vue jumelée à l'artiste Egon Schiele dans une exposition célébrant le centenaire de l'artiste Autrichien au Musée Leopold à Vienne, 2018 ; HB + CP - Hans Bellmer et Chloe Piene pour la Galerie Nathalie Obadia, Paris, 2008; Bodies of Desire: Works on paper par Willem de Kooning et Chloe Piene à la Locks Gallery à Philadelphie, 2007 et lors de la Whitney Biennial, 2004.

## Collections Publiques (sélection)
Son travail fait partie de collections nationales et internationales comme:
- Herbert F. Johnson Museum of Art, Ithaca, New York
- High Museum of Art, Atlanta
- Minneapolis Institute of Art
- Musee d'Art contemporain, Los Angeles
- Museum of Modern Art, New York
- Musée d'Art moderne, San Francisco
- Walker Art Center, Minneapolis
- Whitney Museum of American Art, New York
- Burger Collection, Berlin
- Centre national d'art et de culture Georges Pompidou, Paris
- Deutsche Bank, Berlin
- Fondation d'art contemporain Daniel et Florence Guerlain, Paris
- FNAC, France
- FRAC, France
- Le Kupferstichkabinett Staatliche, Berlin
- Le Kupferstichkabinett Staatliche, Dresde
- Sammlung Bayer, Berlin
- Sammlung Hoffman, Berlin

## Éditions (sélection)
Son travail a été édité par les plus grands magazines comme The New York Times, Frieze, Le Figaro, Los Angeles Times, BOMB Magazine, The Philadelphia Inquirer, le Frankfurter Allgemeine Zeitung, le Süddeutsche Zeitung, le Berliner Zeitung, entre autres. 
Ou dans des livres tels que Vitamine D, Phaidon; Drawing People, The Hayward Gallery à Londres; Les Maitres du Désordre du Musée Quai Branly, Paris; A Passion For Drawing, Selection From The Guerlain Collection and Drawing Now, The Albertina Museum, Vienne.